# Марко Санді
Марко Санді (ісп. Marco Sandy, нар. 29 серпня 1971, Кочабамба) — болівійський футболіст, що грав на позиції захисника, зокрема за національну збірну Болівії. По завершенні ігрової кар'єри — тренер. З 2021 року очолює тренерський штаб команди «Хорхе Вільстерман».

## Клубна кар'єра
У дорослому футболі дебютував 1990 року виступами за команду «Болівар», в якій провів п'ять сезонів.
1995 року перебрався до іспанського «Реал Вальядолід», до основного складу якого не пробився і за рік повернувся до рідного «Болівара».
Згодом у 1998–2000 роках грав в Аргентині за команду «Хімнасія і Есгріма» (Жужуй), а в 2001–2002 роках захищав кольори мексиканського «Тампіко Мадеро». Утім основну частину кар'єри провів на батьківщині за «Болівар», за який в рамках чемпіонів Болівії провів майже 400 ігор і сім разів ставав переможцем першості.

## Виступи за збірну
1993 року дебютував в офіційних матчах у складі національної збірної Болівії. Того ж року у складі збірної був учасником розіграшу Кубка Америки в Еквадорі, а наступного року поїхав у її складі на чемпіонат світу 1994 до США. 
Згодом був учасником ще чотирьох розіграшів Кубка Америки — 1995 року в Уругваї, 1997 року у Болівії, 1999 року в Парагваї та 2001 року в Колумбії.
Загалом протягом кар'єри в національній команді, яка тривала 14 років, провів у її формі 93 матчі, забивши 6 голів.

## Кар'єра тренера
Завершивши ігрову кар'єру, залишився у структурі «Болівар», де 2007 року ненадовго очолював тренерський штаб головної команди.
Протягом 2010–2011 років тренував молодіжну збірну Болівії, а у 2012–2013 роках входив до тренерського штабу головної збірної країни.
У подальшому працював із низкою місцевих клубних команд, а 2017 року знову був головним тренером болівійської «молодіжки».
2021 року очолив тренерський штаб команди «Хорхе Вільстерман».

## Титули і досягнення
- Чемпіон Болівії (7):

«Болівар»: 1991, 1992, 1994, 1997, 2002, Апертура 2004, 2005, Клаусура 2006
- Срібний призер Кубка Америки: 1997